# Leptocerus mahadbhuta
Leptocerus mahadbhuta is een schietmot uit de familie Leptoceridae. De soort komt voor in het Oriëntaals gebied.